# ユキライブ YUKI TOUR "joy" 2005年5月20日 日本武道館
『ユキライブ YUKI TOUR "joy" 2005年5月20日 日本武道館』は、YUKIのライブ・ビデオ。2006年1月25日にリリースされた。

## 概要
- 2005年5月20日に日本武道館にて行われたツアー「YUKI TOUR "joy"」のファイナル公演となった日本武道館の模様をノーカットで収録している。
- 特典映像として、2005年に行ったライブハウスツアー「ユキライブジョイ」のプチドキュメンタリー映像、アルバム『joy』リリース時に行ったシークレットライブ映像、武道館公演で使用されたスクリーン映像を収録。
- 花くまゆうさくがジャケットイラストを手掛けている。
- シングル「メランコリニスタ」と同時発売。

## 収録内容

### Disc 1
1. Opening
2. 舞い上がれ
3. Walking on the skyline
4. スウィートセブンティーン
5. ファンキ・フルーツ
6. サイダー
7. スタンドアップ!シスター
8. プリズム
9. 愛しあえば
10. Home Sweet Home
11. ティンカーベル
12. Catch the all stars
13. ブレーキはノー
14. キスをしようよ
15. 長い夢
16. ロックンロールスター
17. ハミングバード
18. 66db
19. Rainbow st.
20. WAGON
21. JOY

### Disc 2
1. ドラマチック
2. ハローグッバイ
3. ユキライブジョイ（ドキュメント）
4. 2005年2月23日（ラフォーレシークレットライブ）

## ツアー日程
| 公演数 | 開催日  | 会場                         |
| ------ | ------- | ---------------------------- |
| 01     | 3月25日 | 三郷市文化会館               |
| 02     | 4月1日  | 広島厚生年金会館             |
| 03     | 4月3日  | 福岡サンパレス               |
| 04     | 4月12日 | 仙台サンプラザホール         |
| 05     | 4月16日 | 名古屋センチュリーホール     |
| 06     | 4月20日 | 北海道厚生年金会館           |
| 07     | 5月7日  | 京都会館・第一ホール         |
| 08     | 5月9日  | 神戸国際会館・こくさいホール |
| 09     | 5月11日 | 大阪厚生年金会館・大ホール   |
| 10     | 5月20日 | 日本武道館                   |